# Kirguizstanita
La kirguizistanita  és un mineral de la classe dels sulfats que pertany al grup de la calcoalumita. El nom prové del país on es troba la seva localitat tipus: el Kirguizstan. És l'anàleg de zinc de la calcoalumita.

## Classificació
Segons la classificació de Nickel-Strunz, la kirguizistanita pertany a «07.D - Sulfats (selenats, etc.) amb anions addicionals, amb H₂O, amb cations de mida mitjana només; plans d'octaedres que comparteixen vores» juntament amb els següents minerals: felsőbanyaïta, langita, posnjakita, wroewolfeïta, spangolita, ktenasita, christelita, campigliaïta, devil·lina, ortoserpierita, serpierita, niedermayrita, edwardsita, carrboydita, glaucocerinita, honessita, hidrohonessita, motukoreaïta, mountkeithita, shigaïta, wermlandita, woodwardita, zincaluminita, hidrowoodwardita, zincowoodwardita, natroglaucocerinita, nikischerita, lawsonbauerita, torreyita, mooreïta, namuwita, bechererita, ramsbeckita, vonbezingita, redgillita, schulenbergita, nickelalumita, guarinoïta, montetrisaïta, theresemagnanita, UM1992-30-SO:CCuHZn i calcoalumita.

## Característiques
La kirguizistanita és un sulfat de fórmula química ZnAl₄(SO₄)(OH)₁₂(H₂O)₃. Cristal·litza en el sistema monoclínic. La seva duresa a l'escala de Mohs és 2 a 2,5. És insoluble en aigua però soluble en HCl escalfat.

## Formació i jaciments
La kirguizistanita ha estat descrita a l'Argentina, Àustria, Grècia, Itàlia, Kirguizstan i Romania.